# ゴモジー
株式会社ゴモジー（英: Gomogy Inc.）は、北海道札幌市にある、IoTリモートモニタリングサービスを提供する企業。旧商号は株式会社ストーク。

## 概要
暖房機メーカーとして2013年に札幌市で設立。熱源内蔵FF式真空暖房機の製造及び販売・メンテンナス事業を開始。
2019年にエコモット株式会社の子会社化。
2022年より治水・利水・水処理施設向けのIoTリモートモニタリングサービス「ミナモル」の提供を開始。
2023年、エコモットより、ゴモジー自社株式を経営陣が100%買い取るMBO式にて株式譲受。

## 沿革
- 2013年 札幌市東区に株式会社ストークを設立
- 2019年 エコモットの子会社となりエコモットグループへ
- 2022年 熱源内蔵FF式真空暖房機の生産を終了
- 2022年 「ミナモル」の提供を開始
- 2023年 株式会社ゴモジーに商号を変更
- 2023年 MBOによりエコモットから独立